# Pakari
Pakari (en népalais : पकरी) est un comité de développement villageois du Népal situé dans le district de Saptari. Au recensement de 2011, il comptait 6 412 habitants.